# FC Likhopo
El Football Club Likhopo és un club de Lesotho de futbol de la ciutat de Maseru. Vesteix de Vermell i groc.

## Palmarès
- Lliga de Lesotho de futbol:[3]

2005, 2006
- Copa de Lesotho de futbol:[4]

2006